# Opel CIH

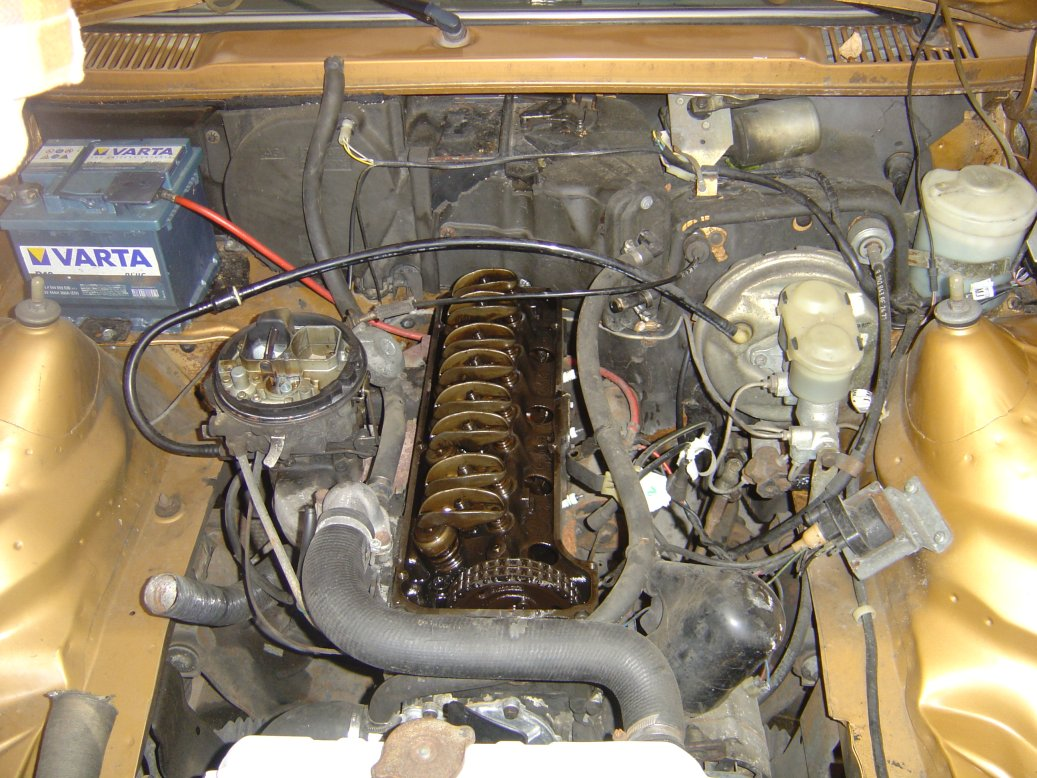
Foto des 1,9-L-CIH-Motors (19S) eines Manta-B. Der Ventilkammerdeckel wurde entfernt, der Ventiltrieb liegt frei

Die Camshaft in Head-Motoren der Adam Opel AG sind eine von 1965 bis 1995 in Opel-PKWs eingesetzte Motorenbaureihe.

## Geschichte
Die CIH-Motorenfamilie wurde Anfang der 1960er Jahre von General Motors (GM), USA (von der GM-Division Buick) in Detroit (Michigan) entwickelt. Bei der GM-Tochter Opel lösten die CIH-Motoren mit ihrer seitlich neben den Ventilen liegenden, mit Kipphebeln die Ventile steuernden Nockenwelle (CIH zu deutsch Nockenwelle im Zylinderkopf) ab 1965 die bis dahin verwendeten, wenig drehzahlfesten OHV-Motoren mit untenliegender Nockenwelle ab; diese basierten noch auf den Motoren des Opel Super 6 und Admiral von 1937 und genügten – vor allem hinsichtlich Drehzahlfestigkeit und Laufruhe bei Autobahntempo – nicht mehr den Ansprüchen der oberen Mittelklasse/Oberklasse.
Eingeführt wurde die CIH-Motorentechnik 1965 mit dem Rekord B und den 2,8-Liter-Motoren des Kapitän A/Admiral A. Bis 12/1993 mit dem Ende der Omega / Senator-Baureihe wurde sie fast 30 Jahre in verschiedenen Hubraumvarianten verwendet.
Als Nachfolger des CIH-Motors wurden im Opel Kadett D und Ascona-B-OHC-Motoren mit einem Querstromzylinderkopf aus Leichtmetall und obenliegender Nockenwelle mit Zahnriemenantrieb verwendet. Die neuen Motoren waren leichter, sparsamer und hatten bessere Abgaswerte. Abwandlungen davon wurden dann in den Modellen Opel Rekord E 2 1.8N, 1.8S und 1.8i angeboten. Mit dem neuen Omega setzten sich bei Opel endgültig die konstruktiv auf dem CIH-Motor aufbauenden „echten“ OHC-Motoren mit Leichtmetall-Zylinderköpfen durch.
Die letzten Opel-Modelle mit CIH-Motor waren der Frontera 2.4i (bis Baujahr 1995), der Opel Omega A 2.4i, 2.6i und 3.0i sowie der Senator B 2.6i und 3.0i.
Folgende Hubraumvarianten wurden im Laufe der Jahre gebaut:
- 4 Zylinder:

1,5 Liter Normalbenzin
1,6 Liter Normal- und Superbenzin
Einsätze:
- September 1970 – August 1975 Opel Manta A
- Oktober 1970 – September 1975 Opel Ascona A
- August 1975 – Mai 1981 Opel Manta B
- September 1975 – August 1981 Opel Ascona B
- Mai 1977 – August 1979 Opel Kadett C 1.6 S
- November 1975 – Juli 1981 Vauxhall Cavalier Mk. 1

1,7 Liter Normal- und Superbenzin
1,9 Liter Normal- und Superbenzin (Vergaser- und Einspritzvarianten)
2,0 Liter Normal- und Superbenzin (Vergaser- und Einspritzvarianten)
2,2 Liter Superbenzin (Einspritzer)
2,4 Liter Superbenzin (Einspritzer)
- 6 Zylinder:

2,2 Liter Normalbenzin (ausschließlich Vergaserversion)
2,5 Liter Normal- und Superbenzin (Vergaser- und Einspritzvarianten)
2,6 Liter Superbenzin (Einspritzer)
2,8 Liter Normal- und Superbenzin (Vergaser und Einspritzer)
3,0 Liter Superbenzin (Vergaser und Einspritzer)
3,6 Liter Superbenzin (Einspritzer) > Irmscher
3,9 Liter Superbenzin (Einspritzer) > Mantzel (u. a. Bitter SC 3.9)

## Technik
Die Nockenwelle der CIH-Motoren liegt seitlich neben den Ventilen im Zylinderkopf und wird von einer Duplex-Rollenkette mit hydraulischem Kettenspanner angetrieben. Über Stößel und Kipphebel betätigt sie die in einer Reihe befindlichen hängenden Ventile. Die oben liegenden Nockenwellen vieler anderer OHC-Konstruktionen ermöglichen hingegen noch höhere Drehzahlen, indem ihre Ventiltriebe nur Kipphebel oder Stößel verwenden, also weniger bewegliche Teile haben.

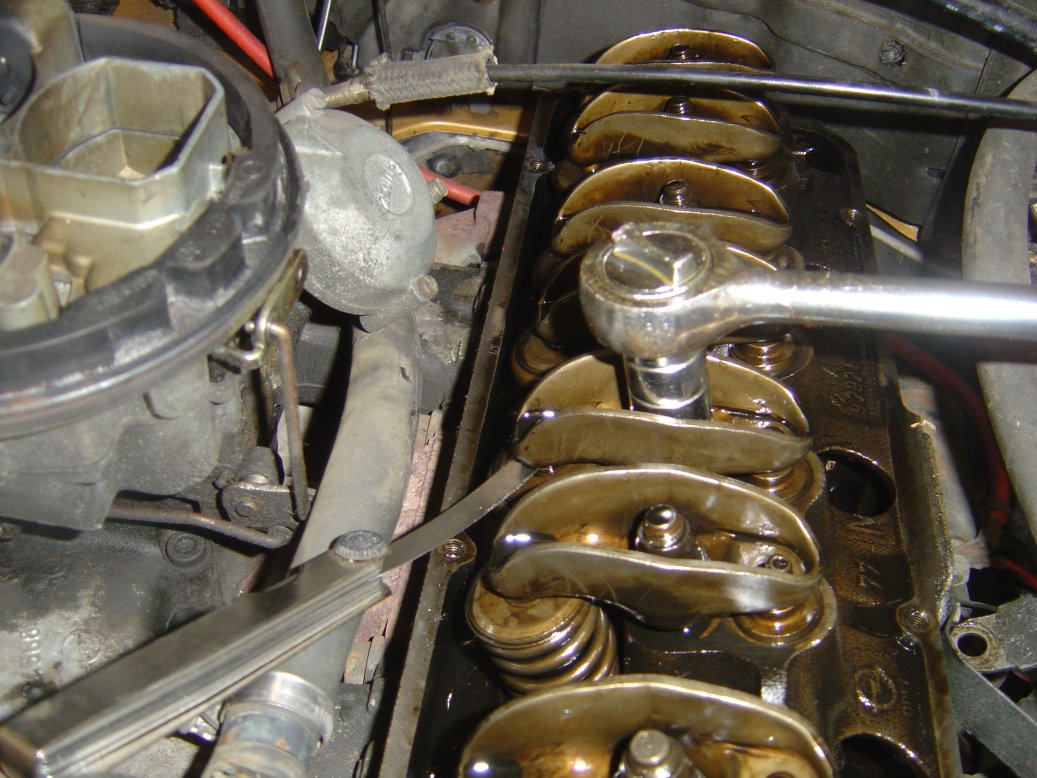
Einstellen des Ventilspiels

Zur Einstellung des Ventilspiels wird der Kipphebeldrehpunkt an einem verstellbaren Zuganker nach oben oder unten verschoben. Die Gewinde der Zugankermuttern sind selbstsichernd, sie lassen sich ohne Kontermutter verstellen. Bei den CIH-Motoren (ohne Hydrostößel) ist aufgrund der oben weitgehend abgedeckten Nockenwelle und des tiefliegenden Kipphebeldrehpunktes das Einstellen der Ventile bei laufendem Motor möglich. Später wurden Hydrostößel mit automatischem Ventilspielausgleich eingesetzt, womit ein Einstellen des Ventilspiels entfiel. Opel war einer der ersten Hersteller, der diese Wartungsvereinfachung im Massenmarkt einführte.
Weitere Merkmale der CIH-Motoren sind Kurzhubigkeit und eine größere Drehfreudigkeit nebst günstigem Drehmomentverlauf. In späteren Varianten sorgten sogenannte „Rotocaps“ bei jedem Ventilhub für eine kleine Drehung, was ein Einschlagen der Ventile in ihre Sitze vermeiden sollte. Der Zylinderkopf sowie der Motorblock bestehen aus Grauguss.
Nachteil der Konstruktion war der weiterhin verwendete Gegenstromzylinderkopf: Einlass- und Auslassseite waren beide in Fahrtrichtung rechts angeordnet, was durch die schlechtere Spülung des Verbrennungsraumes einen prinzipiell höheren Benzinverbrauch verursacht.
Da beim CIH-Motor die Kraftstoffzuführung direkt über dem Abgaskrümmer lag, wurden durch dessen Hitzeabstrahlung die Kraftstoffschläuche schnell porös. Diese Undichtigkeiten konnten einen Motorbrand zur Folge haben. Weiterer bekannter Schwachpunkt der Baureihe war die Wasserpumpe, die selten mehr als 60.000 km überdauerte und mitunter schon nach kaum mehr als 30.000 km versagte. Sie krankte im Wesentlichen an einem zu kleinen Lager auf der Riemenseite und einem Abdichtungsproblem auf der Pumpenradseite. Eine geringe Förderleistung und die schlechte Anordnung im Luftstrom (längs eingebaut) bewirkten eine schlechte Kühlwirkung. Bei hoher Belastung konnte eine Überhitzung des Motors auftreten. Insbesondere die S- und H-Motoren (Motoren mit hoher (Super) und besonders hoher Verdichtung), der 1,7-Liter (83 PS), der 1,9-Liter (90 und 106 PS) und 2,0-Liter (100 PS) waren in merklich höherem Maße als die schwächeren N-Motoren (Normalbenzin) von Kühlproblemen betroffen. In späteren Jahren gab es Abhilfe in Form geänderter Wasserpumpen von Drittanbietern mit verbesserter Lagerung der Pumpenwelle, mit deren Einbau Schäden im Kühlkreislauf der Vergangenheit angehörten. Opel und die Werksvertretungen hingegen hatten sich nie zu diesem Problem bekannt, jedoch am florierenden Markt des Ersatzes der notorisch schwachen Wasserpumpen und an den Reparaturen wirtschaftlich partizipiert. Für die Opel-Kunden war dies über die gesamte Bauzeit der CIH-Motoren ein kostenträchtiger und ärgerlicher Punkt.

## Quelle
- Hans-Jürgen Schneider: 125 Jahre Opel, Autos und Technik, Verlag Schneider+Repschläger 1987 (ohne ISBN)